# Часнык, Николай Леонтьевич
Николай Леонтьевич Часнык (бел. Мікалай Лявонцьевіч Часнык; 26 октября 1921 — 7 декабря 1993) — участник Великой Отечественной войны, заместитель командира эскадрильи 148-го гвардейского истребительного авиационного полка особого назначения 148-й истребительной авиационной дивизии Войск противовоздушной обороны, гвардии старший лейтенант. Герой Советского Союза.

## Биография
Родился 26 октября 1921 года в городе Орша Витебской губернии, ныне Витебской области Беларуси, в семье рабочего. Русский.
Окончил 10 классов и 2 курса Московского медицинского института.
В Красной Армии с 1940 года. В 1941 году окончил Борисоглебскую военную авиационную школу пилотов. Около полугода служил там лётчиком-инструктором.
Участник Великой Отечественной войны с февраля 1942 года. Член ВКП(б)/КПСС с 1942 года. Боевой путь начал на Северо-Западном фронте в составе 630-го истребительного авиационного полка, сформированного в основном из инструкторов Борисоглебской лётной школы. Воевал сначала на «И-16», а позднее на американском P-40 «Киттихаук». В сентябре 1942 года командир звена младший лейтенант Николай Часнык был переведён в 910-й истребительный авиационный полк особого назначения войск ПВО страны. В составе этого полка он воевал под Сталинградом и Курском, участвовал в освобождении Украины.
Заместитель командира эскадрильи 148-го гвардейского истребительного авиационного полка особого назначения гвардии старший лейтенант Николай Часнык к апрелю 1944 года произвёл 685 боевых вылетов. В 39 воздушных боях сбил лично 16 и в составе группы 3 самолёта противника (по наградным документам, но по отчетным и оперативным документам полка соотношение личных и групповых побед несколько иное). 1 апреля 1944 года при отражении массированного налёта немецких бомбардировщиков на железнодорожный узел Сарны тараном уничтожил вражеский самолёт Хе-111.
Всего за годы войны выполнил более 700 боевых вылетов, в 46 воздушных боях сбил 14 вражеских самолётов лично и 10 в составе группы (по наградным документам, общее количество побед было несколько больше — 27). 
7 июля 1944 года Николай Часнык после длительного преследования уничтожил дальнего немецкого разведчика, но попал под огонь вражеской зенитной артиллерии — был ранен и сбит над территорией противника. Попал в плен, выдержал настойчивое давление врага склонить его к измене. Был помещён в концлагерь, участвовал в восстании узников Бухенвальда в 1945 году. Из Бухенвальда попал в госпиталь к американцам.
После войны продолжал службу в ВВС СССР. Летал на «МиГ-15» и «МиГ-17». В 1952 году окончил Военно-воздушную академию. С 1958 года полковник Н. Л. Часнык — в запасе.
Жил в городе Ростов-на-Дону. С 1959 года работал начальником службы движения в Ростовском аэропорту, а позднее — в Северо-Кавказском управлении Гражданской авиации.
Умер 7 декабря 1993 года, похоронен в Ростове-на-Дону.

### Семья
В 1944 году Часнык женился на Тамаре Устиновне Памятных — командире эскадрильи 586-го женского ИАП, совершившей за войну 205 боевых вылетов и сбившей 2 немецких бомбардировщика.
В семье было два сына и дочь. Младший сын — Александр, пошёл по родительскому пути и тоже стал лётчиком-истребителем.

## Награды и звания
- Указом Президиума Верховного Совета СССР от 22 августа 1944 года за образцовое выполнение боевых заданий командования на фронте борьбы с немецко-фашистскими захватчиками и проявленные при этом мужество и героизм гвардии старшему лейтенанту Часныку Николаю Леонтьевичу присвоено звание Героя Советского Союза с вручением ордена Ленина и медали «Золотая Звезда» (№ 8010).
- Награждён ещё одним орденом Ленина, двумя орденами Красного Знамени, орденом Александра Невского, орденом Отечественной войны I степени, орденом Красной Звезды и медалями, в числе которых «За доблестный труд».

## Память
- Стела в честь Н. Л. Часныка на Аллее Героев войны — уроженцев Оршанщины (2025). Расположена в Орше по ул. Пакгаузной, в сквере около Дома культуры железнодорожников[4].